# Go Vacation
Go Vacation (ゴーバケーション Gō Bakēshon?) es un videojuego de fiesta de 2011 desarrollado y lanzado por Bandai Namco Games para Wii y Nintendo Switch. Es el tercer juego de la serie We Ski y un derivado de los dos títulos principales anteriores. Hasta cuatro jugadores pueden competir entre sí en más de 50 minijuegos basados en deportes que tienen lugar en cuatro complejos turísticos isleños ficticios. Los minijuegos van desde actividades al aire libre como kayak y paseos a caballo, hasta actividades que se pueden encontrar en una ciudad, como hockey de mesa y minigolf. Se puede acceder a diferentes complejos turísticos mediante vehículos como carritos y bicicletas. Los jugadores pueden personalizar la vestimenta de su avatar y decorar su casa con muebles.
El desarrollo del juego comenzó en 2009 y duró dos años y medio. Se anunció por primera vez en la 2011 Electronic Entertainment Expo como una entrada en la serie We Ski; El juego fue lanzado ese mismo año para Wii. El juego fue portado a Nintendo Switch en 2018 e incluyó nuevas funciones como la capacidad de tomar fotografías. Se realizaron encuestas en Estados Unidos, Europa y Japón para determinar qué deportes y actividades deberían incluirse en los minijuegos. Aunque los complejos turísticos no se basaron directamente en ubicaciones de la vida real, el productor Kobayashi dijo que Hawaii era una posible influencia para Marine Resort.
Go Vacation tuvo una recepción mixta; Los críticos elogiaron sus aspectos multijugador y su creatividad, pero criticaron su banda sonora, entornos, controles y la calidad de los minijuegos. Fue el tercer juego más vendido en Japón la semana de su lanzamiento, vendiendo 47,209 copias.

## Jugabilidad
Go Vacation es un videojuego de fiesta y deportes. Los jugadores exploran cuatro complejos turísticos ubicados en la ficticia isla Kawawii: Marine, City, Mountain y Snow. Ellos comienzan el juego en el Marine Resort. Más de 50 actividades, tanto competitivas como cooperativas, están disponibles en la isla. Estos incluyen puenting, pesca en hielo, buceo, minigolf, tenis, carreras todoterreno y construcción de muñecos de nieve. Algunos minijuegos requieren o permiten el uso de diferentes controladores y accesorios, como el controlador MotionPlus o la Balance Board. Ganar algunos minijuegos desbloquea modos más desafiantes. The island can be navigated at the player's leisure by walking or riding on vehicles, the type of which depends on the resort, and each resort also has certain places where players can fast travel to.  In the Switch version, players are able to find and take photographs of animals that are scattered across the resorts, and find boxes with rewards in them.
The Marine Resort, which contains coves and beaches, is themed around watersports, including beach volleyball, surfing, water gun battles, and Marine bike races. El City Resort, que se centra en deportes extremos y de ocio, es el segundo resort y el más pequeño. Alberga juegos como hockey de mesa, lanzamiento de pasteles, patinaje y minigolf. Los jugadores pueden usar patinetas que se encuentran en todo el complejo para patinar sobre rieles. El tercer centro turístico, el Snow Resort, se centra en deportes de invierno como saltos de esquí, snow tubing, snowboard, motos de nieve y peleas con bolas de nieve. El último recurso es el Mountain Resort, donde los jugadores pueden participar en actividades al aire libre. Incluye bosques y lugares para practicar rafting, kayak, exploración, carreras de autos todoterreno y paseos a caballo. También contiene un lago y un parque de tiro.
Go Vacation can be played using a Mii or one of 284 avatars divided into eight categories such as "Grandmother", "Grandfather", "Boy", and "Girl". Treasure chests containing outfits for the players' avatars are scattered around the resorts. Players can create a virtual dog and a non-player character (NPC) to accompany them as they explore the resorts which, with some exceptions, cannot participate in minigames. Up to four players can play together through local multiplayer. Occasionally, NPCs may ask players to embark upon a small quest, such as getting an item and taking back to them.
Después de jugar 20 minijuegos, los jugadores obtienen acceso a sus propias villas virtuales, que se puede decorar con muebles o fotografías tomadas durante el juego. Los muebles se pueden encontrar en el mundo del juego o desbloqueado usando "llaves plateadas" que se obtienen después de completar los objetivos del minijuego. Los muebles se adquieren en juegos, de los cuales son 90. Los jugadores pueden alterar el exterior de sus villas usando "llaves de oro", que se obtienen al completar desafíos.

## Desarrollo
Go Vacation fue anunciado en el 2011 Electronic Entertainment Expo (E3) as the third entry in the We Ski series. Bandai Namco Games comenzó el desarrollo del juego en 2009, poco después del lanzamiento de We Ski & Snowboard porque los desarrolladores sintieron que no habían dado a los jugadores una "sensación completa" del invierno en el juego anterior. Al discutir formas de abordar esto, los desarrolladores decidieron que el invierno por sí solo no era suficiente; querían representar otras estaciones. El productor Kenya Kobayashi quería que el juego se centrara en la experiencia de ir de vacaciones a un resort, en lugar de centrarse estrictamente en los minijuegos en sí. Parte del desarrollo del juego se subcontrató a otras empresas; el resto lo hizo el personal de Bandai Namco Games que había trabajado anteriormente en la serie Ridge Racer. Después de darse cuenta de que la palabra "vacaciones" se asocia frecuentemente con la relajación, Kenya Kobayashi llamó al juego "Go Vacation" para aclarar que es un juego en el que debes estar activo.
Los complejos turísticos no se basaron directamente en ubicaciones de la vida real, aunque Kobayashi dijo que el Marine Resort "podría estar inspirado en cosas que se encuentran en Hawái". Los desarrolladores realizaron encuestas en Estados Unidos, Europa y Japón para determinar qué actividades incluir en el juego. El equipo de desarrollo incluyó 50 minijuegos en "Go Vacation" porque la mayoría de los juegos contemporáneos incluían sólo de 10 a 15 minijuegos. Desarrollar los controles para los vehículos del juego fue una "segunda naturaleza" para el equipo de desarrollo debido a su experiencia en la serie Ridge Racer.
Go Vacation se lanzó por primera vez para Wii en 2011, sin embargo, la fecha exacta de lanzamiento varía según la región. Se lanzó el 11 de octubre en Norteamérica, el 20 de octubre en Japón, el 4 de noviembre en Europa, y el 17 de noviembre en Australia. El juego luego se lanzo en Nintendo Switch. El port se lanzo el 27 de julio de 2018 en todas las regiones excepto en Japón, donde se lanzo el  27 de diciembre de 2018.
La banda sonora de Go Vacation consta de música original, así como arreglos instrumentales y vocales de música de juegos anteriores de Namco. Varios compositores, músicos y artistas vocales trabajaron en la banda sonora de Go Vacation, incluidos Taku Inoue, Norihiko Hibino, Aubrey Ashburn y Jody Whitesides. Go Vacation ha lanzado dos álbumes de bandas sonoras. El primero, el álbum con licencia oficial Namco Music Saloon, fue lanzado el 21 de diciembre de 2012 por el sello discográfico japonés Sweep Records e incluye instrumentación y voces en vivo. El álbum consta de arreglos originales de canciones de otros títulos de Bandai Namco Entertainment, incluidos Ridge Racer, Dig Dug, Pac-Man, New Rally-X y Kotoba no Puzzle: Mojipittan. El segundo, GO VACATION BGM Album, fue lanzado digitalmente por NAMCO SOUNDS en iTunes el 23 de marzo de 2013. Este álbum contiene música original compuesta por Taku Inoue para Go Vacation.

## Recepción
Go Vacation recibió una recepción mixta por parte de la crítica; Ambas versiones del juego recibieron críticas "mixtas o promedio" según el agregador de reseñas Metacritic. Andy Robertson de Wired declaró que el juego era una de sus "sugerencias de juegos familiares", calificándolo de "un verdadero placer". Jim Sterling, escribiendo para Destructoid, argumentó que "llamarlo malo sería injusto, pero llamarlo mejor le daría más crédito del que merece". La versión para Wii de Go Vacation fue el tercer juego más vendido en Japón durante su primera semana, vendiendo 47,209 copias, detrás de Macross F: The Wings of Goodbye Hybrid Pack y ' 'Naruto Shippuden: Ultimate Ninja Impact.
Los controles de la versión de Wii recibieron una recepción mixta, pero los de Switch fueron elogiados. De la versión de Wii, Audrey Drake de IGN dijo, "desde bicicletas marinas hasta patines y caballos, atravesar la isla resulta atractivo por derecho propio". Sterling discrepó de la necesidad de conectar y desconectar los Nunchuk en la versión de Wii al cambiar entre minijuegos. Cody M. de Nintendo Power dijo que, si bien explorar el mundo abierto del juego puede ser un "alegría", pero que los controles de movimiento eran "incómodos" y podían hacer que los jugadores que intentaban avanzar cambiaran accidentalmente de dirección. Mark Reece of Nintendo Life said the minigames were not fun to play due to "a poorly conceived or unintuitive control scheme". Al revisar la versión Switch, Daan Koopman de Nintendo World Report señaló que los controles son una de las "mayores mejoras con respecto al original". Alessandra Borgonovo de IGN Italia elogió los controles de los patines y dijo que eran divertidos de usar.
Sobre los minijuegos del juego, las críticas fueron en su mayoría negativas. En su reseña de la versión de Wii, Sterling los calificó de "tibios y superficiales". Al revisar la versión Switch, Koopman criticó el juego por no informar adecuadamente al jugador que se puede acceder a más actividades y modos en los minijuegos individuales después de la primera partida de dicho minijuego. Ryan Craddock, de Nintendo Life, consideró que son "una versión poco elaborada de cosas que hemos visto innumerables veces antes". Anagund de Jeuxvideo.com elogió la cantidad de minijuegos disponibles y dijo que el proverbio de "calidad sobre cantidad" podría haber perdido su significado con Go Vacation. Al revisar la versión de Wii, Chris Watters, escritor de GameSpot, se mostró mayormente positivo acerca de los minijuegos, diciendo que "la mayoría son decentes", pero que algunos habían sucumbido a una "cámara incómoda" o "controles inresponsivos".
Según Reece, la música del juego es "irritante y olvidable a partes iguales", y el tema inicial de la versión de Wii "probablemente despertaría un fuerte deseo de arrancarte los tímpanos". Al revisar la banda sonora del juego, Don Kotowski dijo que las voces en parte de la música son "cursis" y tienden a "ser una gran distracción que realmente obstaculiza mi disfrute del álbum". Elogió las canciones "Starry Ocean" y "Malasada Break" por su "agradable ambiente isleño" y dijo que era "bastante impresionante ver cómo Hibino ha elaborado los originales simples para producir arreglos completos".
Watters criticó un aspecto de las villas; dijo que el juego no comunica adecuadamente a los jugadores cómo obtener llaves de plata y oro, que se utilizan para personalizar las villas. Algunos críticos, sin embargo, elogiaron las villas personalizables; Craddock, en su reseña de la versión Switch, las comparó con las mecánicas de personalización de la casa de la serie Animal Crossing.
Según Drake, la isla del juego es "donde todos menos tú son en realidad un robot", en referencia a la falta de interacción con los NPC. Sterling criticó a los NPC por su diseño, llamándolos "personajes de anime falsos" y "completamente carentes de encanto". Reece también discrepó de los NPC y escribió: "Incluso si te subes a un vehículo todoterreno y chocas contra alguien a toda velocidad, tendrán muy poco que decir por sí mismos cuando se recuperen".